# Compensação (direito)
No campo do Direito das obrigações, a compensação é uma forma de se extinguir uma obrigação em que os sujeitos da relação obrigacional são, ao mesmo tempo, credores e devedores.
O termo compensar é tomado no sentido de equilibrar, restabelecendo o equilíbrio da obrigação pelo encontro de débitos entre as partes, até compensarem-se.
O principal efeito da compensação é a extinção da obrigação, como no pagamento, ficando os credores reciprocamente satisfeitos após o acerto de débitos. No caso de várias dívidas compensáveis entre os dois sujeitos, observam-se as regras da imputação de pagamento.

## Espécies
A doutrina civilista aponta três espécies essenciais de compensação:
1. Legal: na prática, é a espécie mais importante, e serve como regra geral para a compensação, calcada em requisitos legais para que seja válida;
2. Convencional ou voluntária: decorre da autonomia e da vontade entre as partes, pondendo ocorrer uma obrigação de natureza diversa, como de dívidas ilíquidas, o que não é permitido na compensação legal;
3. Judicial ou processual: realizada em juízo, mediante processo.

Não se admite compensação quando esta for para fins de alimentos, de natureza salarial ou acidentária.
É lícito às partes convencionar previamente a IMPOSSIBILIDADE de compensação.

## Requisitos da compensação legal
A compensação legal é válida respeitando-se os seguintes requisitos:
1. Reciprocidade das obrigações, com a inversão do sujeito em cada polo da obrigação, excluindo-se obrigações de terceiros;
2. Liquidez, certeza e exigibilidade, ou seja, o crédito deve possuir valor econômico, ser certo de que será executado e  ser imediatamente exigível após o seu vencimento;
3. Homogeneidade ou fungibilidade das prestações, isto é, as dívidas devem ser da mesma natureza.[7]

## Exemplos
- A possui uma dívida de R$ 1.000,00 com B, sendo que este também possui dívida de R$ 1.000,00 com A. Extinguem-se os débitos por compensação;
- A possui uma dívida de R$ 400,00 com B, que por sua vez deve R$ 1.000,00 para A. A dívida será extinta até o limite de R$ 400,00, ficando A com saldo de R$ 600,00 a seu favor.